# Aljona Sergejewna Schilenko
Aljona Sergejewna Schilenko (russisch Алёна Сергеевна Шиленко; * 3. August 1989 in Nowosibirsk) ist eine russische Crosslauf-Sommerbiathletin.
Aljona Schilenko gewann bei den Juniorenrennen der Sommerbiathlon-Europameisterschaften 2010 in Osrblie an der Seite von Tatjana Kasakowa, Anton Babikow und Vladislav Vakorin den Titel im Mixed-Staffelrennen. Im Sprint kam der Gewinn der Silbermedaille hinter Tetjana Tratschuk hinzu, im Verfolger belegte die Russin den achten Rang. Es folgten die Sommerbiathlon-Europameisterschaften 2011 in Martell, wo Schilenko bei den Frauen antrat und im Sprint Elfte wurde. Im darauf basierenden Verfolgungsrennen verbesserte sie sich bis auf den vierten Rang und verpasste gegen Jori Mørkve den Gewinn der Bronzemedaille um etwa 25 Sekunden.